# フラン・ジェラード
フラン・ジェラード（Fran Gerard、1948年3月23日 - 1985年5月30日）は、アメリカ合衆国の男性向雑誌PLAYBOY誌の、巨乳で知られたプレイメイト。当時雑誌に登場したモデルの中でも、特に巨大な胸の持ち主の一人である。スタテンアイランド（ニューヨーク）出身。
PLAYBOY1967年3月号の彼女の中央見開き折込ページ（センターフォールド）は、マリオ・カッシーリ（Mario Casilli）とジーン・トリンドル（Gene Trindl）によって撮影された。
フランは眼鏡をかけてセンターフォールドに登場した最初のプレイメイトである。彼女はプレイボーイの撮影を行なった当時、占星術師ジャック・ジェミニのアシスタントとして働いていた。